# Leôncio (prefeito urbano)
Flávio Leôncio (em latim: Flavius Leontius; fl. 354-356) foi um comandante militar e político do Império Romano do século IV, ativo durante o reinado do imperador Constâncio II (r. 337–361). Pouco se sabe sobre sua carreira, pois boa parte da informação sobre ele é fragmentada. É melhor conhecido por ter recebido a missão de escoltar o césar Constâncio Galo do Oriente a Pula, onde entregou-se sob custódia de Barbácio, e por ter servido como prefeito urbano de Roma.

## Vida

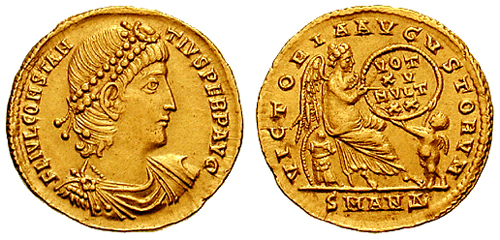
Soldo de r.

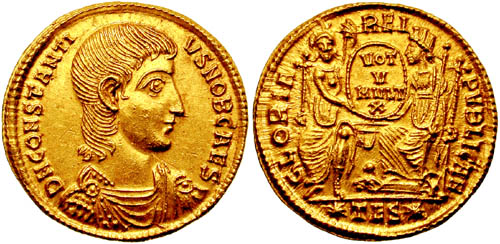
Soldo de Constâncio Galo r.

Com base em evidência epigráfica é possível reconstruir parcialmente sua carreira; foi vigário, procônsul ou conde do Oriente. Talvez também possa ser associado ao homônimo que participou no processo de Fotino no sínodo de Sirmio em 351. Em 354, foi nomeado questor do palácio sagrado de Constâncio Galo (r. 351–354), o césar oriental do imperador Constâncio II (r. 337–361).
Seu trabalho era escoltar o césar de Constantinopla à corte imperial em Mediolano, onde Galo havia sido convocado pelo imperador para desculpar-se dar acusações de má gestão; na realidade Leôncio - junto com outros dois oficiais designados para este fim, Luciliano e Bainobaldo - deveria evitar que Galo, suspeito de traição, entrasse em contato com tropas leais a ele na jornada por Pula, onde foi levado em custódia por Barbácio, julgado e morto.
Em 355-356, foi prefeito urbano de Roma. Foi nomeado prefeito por Constâncio para substituir Mêmio Vitrásio Órfito, oprimido por uma revolta causada pela falta de vinho; ele então reprimiu o levante. Outro motim eclodiu com a prisão de um cocheiro popular, Filormo, em 356, na qual Leôncio mostrou grande firmeza: enviou a polícia para lidar com os manifestantes, prendendo alguns, torturando outros, exilando outros. Também em 356 providenciou a prisão do papa Libério (r. 352–366), que entrou em conflito com o imperador, e mandou-o para Mediolano.